# Aeroportul Sleetmute
Aeroportul Sleetmute (IATA: SLQ, ICAO: PASL, FAA LID: SLQ) este un aeroport din Alaska, Statele Unite ale Americii ce deservește zona Sleetmute⁠(d). Aeroportul a fost tranzitat în 2019 de 724 de pasageri. A fost numit după zona deservită.
Situat la o altitudine de 58 m, aeroportul dispune de 1 pistă. Este operat de Alaska Department of Transportation & Public Facilities⁠(d).

## Infrastructură

### Piste
Aeroportul dispune de o singură pistă. Pista 14/32 are suprafața de pietriș și dimensiunile 3.100 picioare × 60 picioare. 